# Podbřežice
Podbřežice (dříve Pobeřice) jsou obec ležící v jihozápadní části okresu Vyškov v Jihomoravském kraji. Nacházejí se 12 km jihozápadně od města Vyškov u silnice z Komořan do Dražovic pod kopcem Křibem v nadmořské výšce 250–270 m n. m. Obec je půdorysně protáhlá náves otevírající se směrem na jihozápad, protéká jí Podbřežický potok ústící do potoka Dražovického. V roce 1964 byly k obci připojeny Komořany. Od roku 1990 jsou Podbřežice opět samostatnou obcí.
Obec je poprvé připomínána v listinách o patronátu nad kostelem sv. Petra a Pavla z roku 1348. V Podbřežicích stojí novogotický filiální kostel sv. Petra a Pavla z roku 1907. Dnešní obec je součástí mikroregionu Rakovec. Žije zde 296 obyvatel. V obci je několik podnikatelských subjektů zaměřených převážně na zemědělství a řemeslné práce.

## Historie

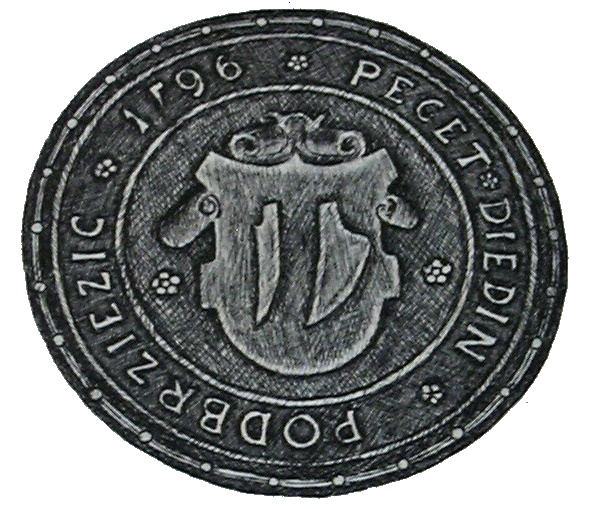
Stará pečeť z Podbřežic z roku 1596

První písemná zmínka o obci pochází z 28. května a 14. června roku 1348, kdy se v listinách mluví o patronátu nad kostelem sv. Petra a Pavla, který přešel na olomouckou kapitulu. Ves se ve 14. století nazývala Pobeřice. Roku 1387 Majnuš z Melic vložil vlastnické právo obce Mikšíkovi z Ojnic. Jeho nástupce a dědic Znata z Ojnic zemřel roku 1406 a statek tak připadl odúmrtním právem markrabímu Joštovi, jenž Podbřežice přenechal Ješku Lajlochovi ze Štítovic a ten roku 1407 Hanušovi z Divic. Biskupské léno v Podbřežicích drželi od roku 1365 postupně Majnuš z Melic, Jan Bílý a Dětoch z Lilče. Roku 1437 držel léno podbřežické Beneš ze Zvonovic a po něm Přeclav z Petrovic. Dalším lenním pánem byl roku 1527 Ctibor Vranovský z Vranova, jenž je prodal roku 1535 Hynkovi z Počenic a poté Václav z Počenic prodal celé léno olomoucké kapitule. Roku 1568 byly Podbřežice již v majetku olomouckého biskupství a roku 1572 byly navráceny zpět olomoucké kapitule.
Podbřežice byly državou olomoucké kapituly až do 18. století. Starý gotický kostelík byl roku 1773 zbořen (stával nad obcí uprostřed hřbitova) a roku 1800 byl postaven kostel sv. Petra a Pavla zbořený roku 1905 (trpěl sesuvy půdy). Nový novogotický filiální kostel sv. Petra a Pavla byl postaven v roce 1907 (stojí uprostřed obce). Roku 1834 převážná část vsi vyhořela. V roce 1866 obyvatele obce postihla cholera, na kterou jich 41 zemřelo. 24. května 2007 vyhořel zemědělský objekt (původní kravín). Elektrifikace obce proběhla roku 1921, v roce 1957 bylo založeno zemědělské družstvo. Základní škola je v obci od roku 1877, předtím děti chodily do školy v Dražovicích. Nová modernější škola byla postavena v letech 1914 až 1924 (stavba byla přerušena kvůli válce). Od roku 2003 má obec nový obecní znak a prapor, jenž vychází z církevních dějin obce a vztahu ke kapitule olomoucké.

## Obyvatelstvo

### Struktura
V obci k počátku roku 2016 žilo celkem 249 obyvatel. Z nich bylo 120 mužů a 129 žen. Průměrný věk obyvatel obce dosahoval 40,3% let. Dle Sčítání lidu, domů a bytů provedeném v roce 2011, kdy v obci žilo 235 lidí. Nejvíce z nich bylo (15,3%) obyvatel ve věku od 0 do 14 let. Děti do 14 let věku tvořily 15,3% obyvatel a senioři nad 70 let úhrnem 10,2%. Z celkem 199 občanů obce starších 15 let mělo vzdělání 47,7% střední vč. vyučení (bez maturity). Počet vysokoškoláků dosahoval 3,5% a bez vzdělání bylo naopak 0,5% obyvatel. Z cenzu dále vyplývá, že ve městě žilo 101 ekonomicky aktivních občanů. Celkem 81,2% z nich se řadilo mezi zaměstnané, z nichž 60,4% patřilo mezi zaměstnance, 1% k zaměstnavatelům a zbytek pracoval na vlastní účet. Oproti tomu celých 52,8% občanů nebylo ekonomicky aktivní (to jsou například nepracující důchodci či žáci, studenti nebo učni) a zbytek svou ekonomickou aktivitu uvést nechtěl. Úhrnem 124 obyvatel obce (což je 52,8%), se hlásilo k české národnosti. Dále 31 obyvatel bylo Moravanů a 2 Slováků. Celých 108 obyvatel obce však svou národnost neuvedlo. Z celkového počtu obyvatel se jich k víře hlásí 118 – k římskokatolické církvi 102 věřících.
Vývoj počtu obyvatel za celou obec i za jeho jednotlivé části uvádí tabulka níže, ve které se zobrazuje i příslušnost jednotlivých částí k obci či následné odtržení.
| Místní části (rok přičlenění k obci) | Místní části (rok přičlenění k obci) | 1791 | 1834 | 1869 | 1880 | 1890 | 1900 | 1910 | 1921 | 1930 | 1950 | 1961 | 1970 | 1980 | 1991 | 2001 | 2011 |
| ------------------------------------ | ------------------------------------ | ---- | ---- | ---- | ---- | ---- | ---- | ---- | ---- | ---- | ---- | ---- | ---- | ---- | ---- | ---- | ---- |
| Počet obyvatel                       | část Podbřežice                      | 274  | 265  | 281  | 309  | 318  | 326  | 398  | 378  | 394  | 322  | 304  | 288  | 263  | 217  | 231  | 235  |
| Počet obyvatel                       | část Komořany (1961 - 1990)          |      |      |      |      |      |      |      |      |      |      | 606  | 569  | 628  |      |      |      |
| Počet obyvatel                       | celá obec                            | 274  | 265  | 281  | 309  | 318  | 326  | 398  | 378  | 394  | 322  | 910  | 857  | 891  | 217  | 231  | 235  |
| Počet domů                           | část Podbřežice                      | 44   | 41   | 54   | 56   | 62   | 63   | 69   | 73   | 82   | 83   | 81   | 78   | 71   | 81   | 85   | 89   |
| Počet domů                           | část Komořany                        |      |      |      |      |      |      |      |      |      |      | 157  | 151  | 170  |      |      |      |
| Počet domů                           | celá obec                            | 44   | 41   | 54   | 56   | 62   | 63   | 69   | 73   | 82   | 83   | 238  | 229  | 241  | 81   | 85   | 89   |

## Obecní správa a politika

### Zastupitelstvo a starosta

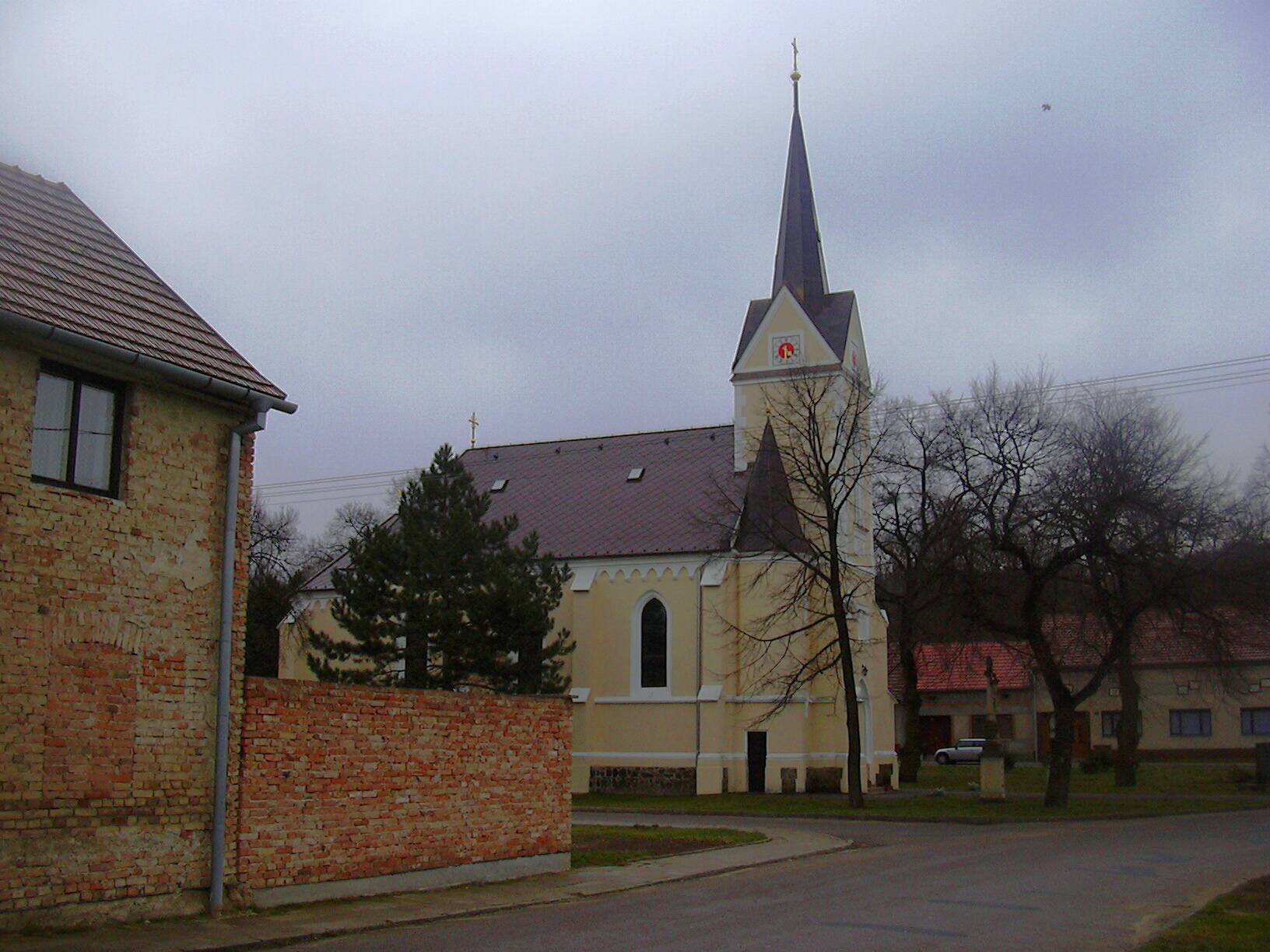
Kostel sv. Petra a Pavla

Obec je součástí Jihomoravského kraje a svou polohou náleží k okresu Vyškov. V místních volbách je voleno 7 členů obecního zastupitelstva, kteří poté ze svých řad vybírají pětičlennou obecní radu, která je ze své činnosti odpovědná celému obecnímu zastupitelstvu. Ti pak dále volí ze svého středu starostu a místostarostu. Při volbách do obecního zastupitelstva na funkční období 2006–2010 ve dnech 20. a 21. října 2006 byla v Podbřežicích volební účast 66,29% s následujícími výsledky (obecní radu později vytvořili zástupci Nezávislých kandidátů):
| Volby 2006          | Počet hlasů | Počet mandátů |
| ------------------- | ----------- | ------------- |
| Nezávislí kandidáti | 659         | 7             |

## Společnost

### Školství a kultura

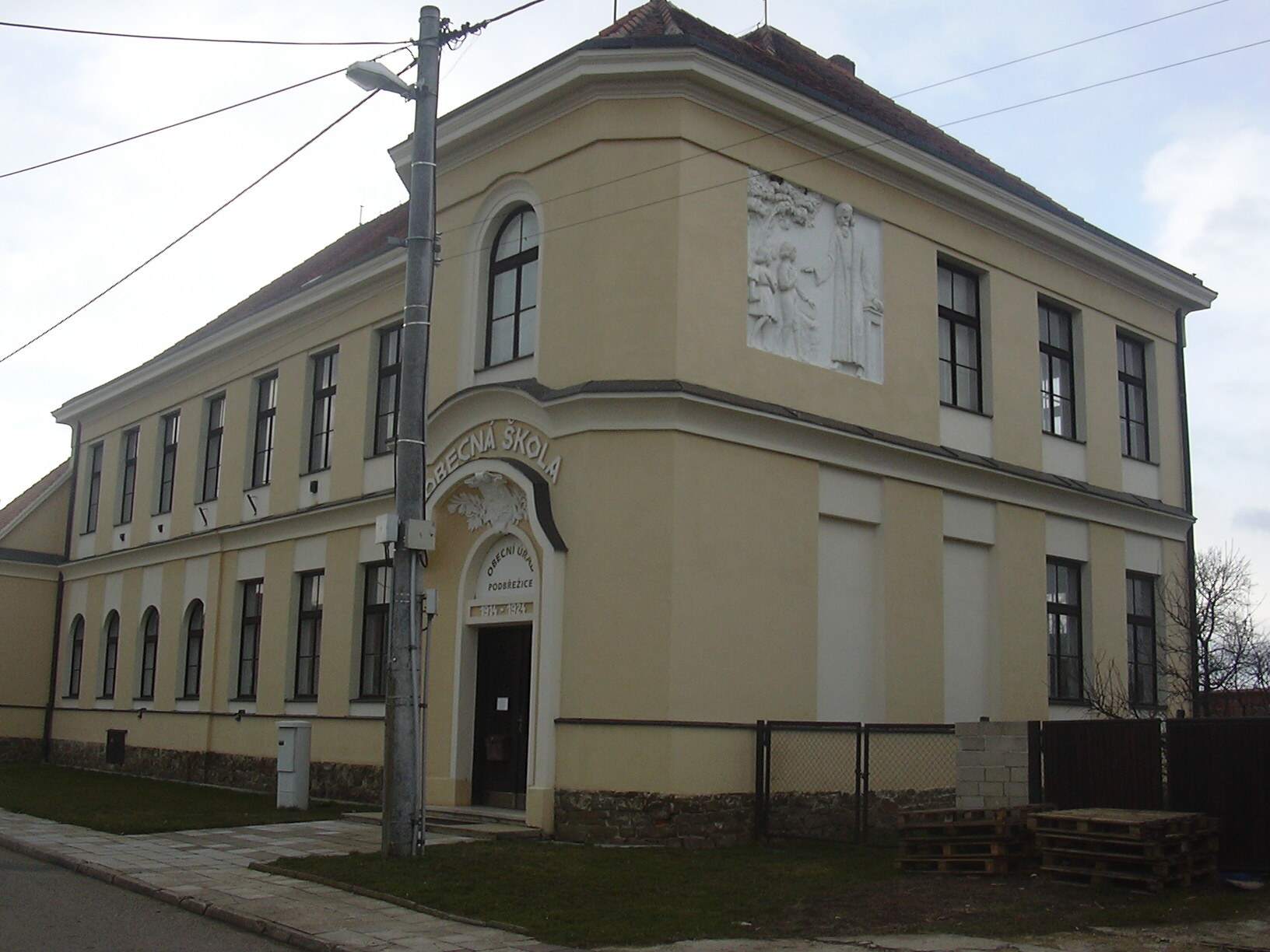
Obecní úřad a škola

Škola (česká jednotřídka) byla založena a první školní vyučování započato v roce 1877, do té doby děti navštěvovali školu v Dražovicích. Tuto starou školu v Podbřežicích navštěvovalo až 80 dětí a přestala svou kapacitou stačit, proto obecní zastupitelstvo rozhodlo postavit školu novou. Se stavbou se započalo roku 1914. Během první světové války byla stavba školy přerušena a dokončení se dočkala až v roce 1924. Školní výuka v obci byla ukončena v roce 1974. Dnes již v Podbřežicích škola nefunguje. Mateřská škola v obci není, proto děti předškolního věku dojíždí do Komořan, popř. do Rousínova.
V obci je filiální kostel svatého Petra a Pavla. Obec je tak přifařena do farnosti Rousínov u Vyškova. Kostel se nachází v centrální části obce.
Pro konání kulturních akcí je možné využívat malý sál v bývalé podbřežické škole, která též slouží jako sídlo obecního úřadu a místní lidové knihovny. V obci není žádný sportovní areál. Ke sportovnímu vyžití slouží malá tělocvična v bývalé škole a malé travnaté hřiště.

## Doprava, průmysl a zemědělství

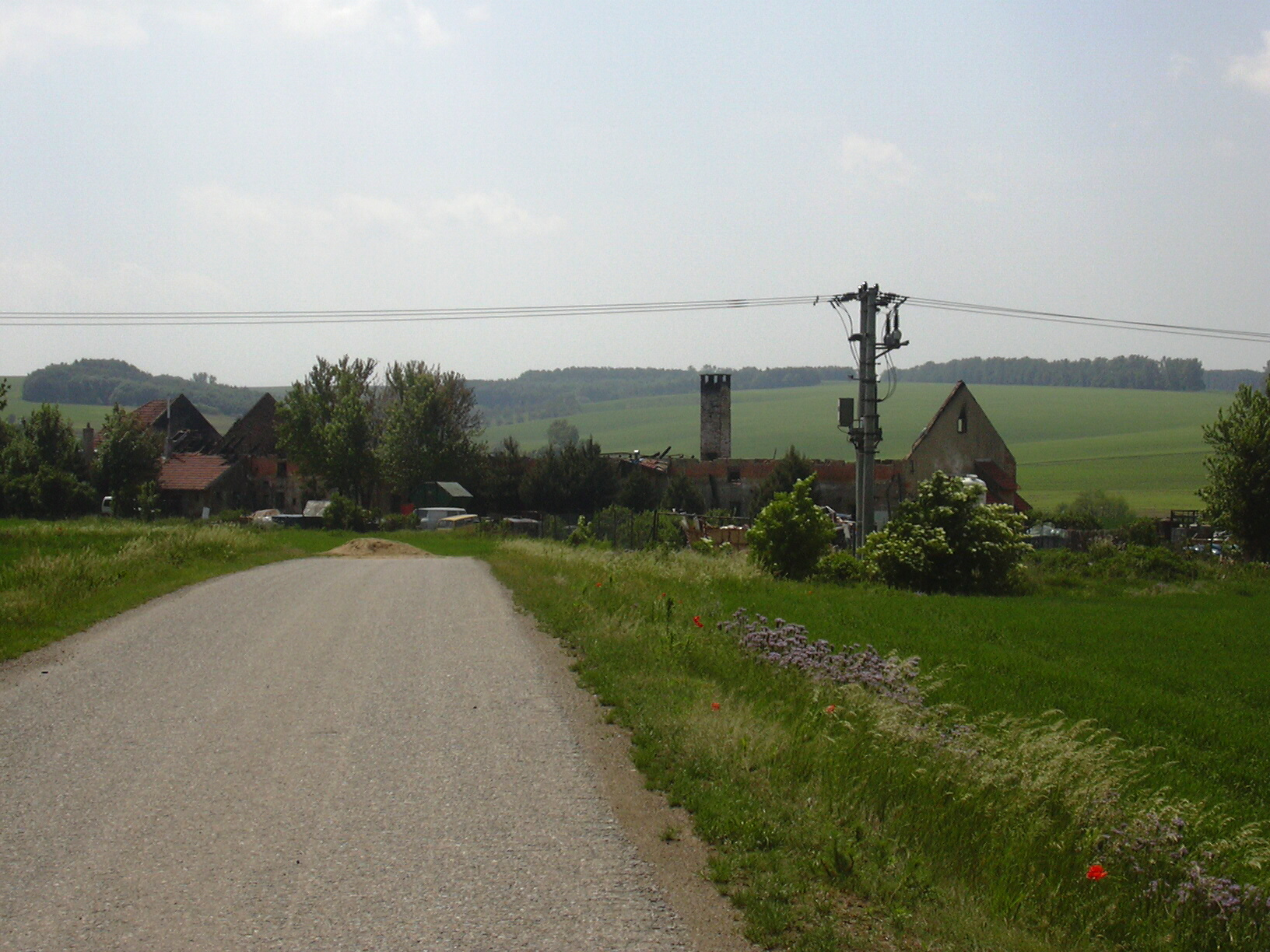
Areál bývalého zemědělského střediska po požáru 24. května 2007

V obci se nachází areál bývalého zemědělského střediska, jenž v dnešní době zemědělským účelům již neslouží a je využíván firmou na zpracování a využití odpadů.
Katastrem obce prochází krátký úsek dálnice D1. Dopravní napojení je zajištěno silnicí III/0479, která spojuje silnici III/0478 (Komořany–Dražovice) s obcí. V obci je vybudována jedna autobusová zastávka. Autobusovou dopravu zajišťuje jeden linkový spoj z Brna do Bučovic. Tento spoj je součástí Integrovaného dopravního systému Jihomoravského kraje.
Na katastrálním území Podbřežic se nalézá celkem 35 podnikatelských subjektů. Z této hospodářské činnosti převládá obchod, průmysl a stavebnictví.

## Pamětihodnosti
- Filiální novogotický kostel sv. Petra a Pavla byl postaven uprostřed obce v roce 1907 brněnským stavitelem Leopoldem Jungmanem. Kostel vysvětil téhož roku lulečský farář Josef Svoboda. S kostelem je spjat zejména duchovní správce kostela v letech 1888–1908 a pozdější arcibiskup Antonín Cyril Stojan.
- Hřbitov stojí ve svahu nad obcí na místě zbouraného kostela, který tu stával snad již ve 13. století a zbourán byl roku 1905, pro narušenou statiku.[14]
- Litinový kříž z roku 1834, vyrobený v blanenských železárnách, stojící u rozcestí bývalé cesty do Komořan.
- Náhrobní kámen malíře Vítka z roku 1599 byl přemístěn do kostela z krypty starého gotického kostelíka.
- Čtyřcentový zvon z roku 1603
- Památník padlých před kostelem s vytesanými jmény všech padlých a umučených místních občanů během první světové války. Byl odhalen 28. října 1920.
- Stodola čp. 42 zapsaná do seznamu nemovitých kulturních památek.
- Památník Václava Haizlera odhalený 8. března 1946
- Zaniklý dřevěný větrný mlýn „Větřák“ postavený v roce 1831. Rozebrán byl pro svou nebezpečnost v roce 1903.

## Osobnosti
Obec je též spojena s narozením řady významných osobností. K nejznámějším patří zasloužilý lékař a generálmajor MUDr. Václav Burian, pedagog Matěj Chládek, malíř Ondřej Vítek (jenž míval pod původním kostelem kryptu), autor přírodovědných učebnic Antonín Grác či Václav Haizler-Havlíček, rotný jenž v roce 1943 padl v bitvě u Sokolova poblíž Kyjeva.

## Region

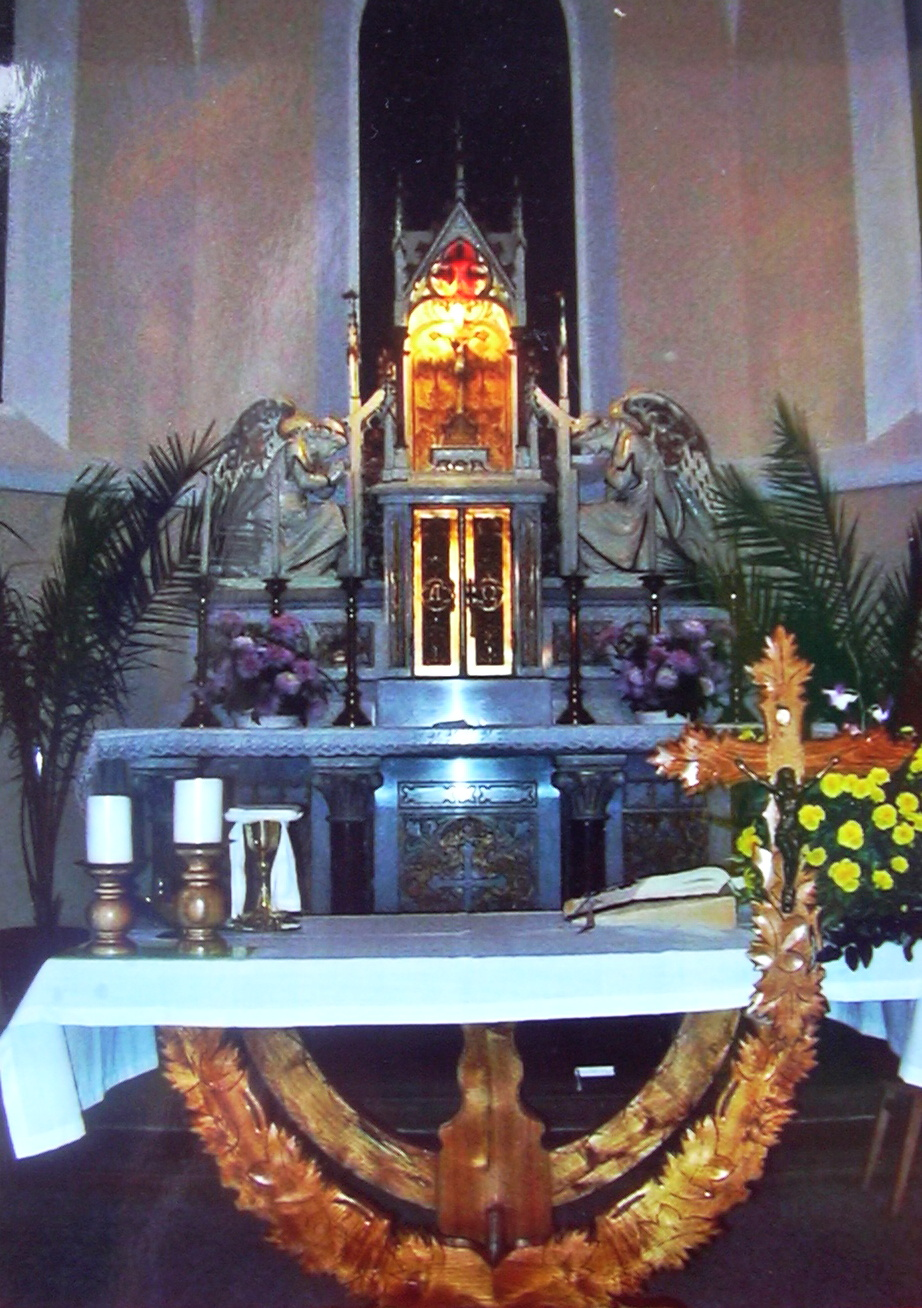
Interiér kostela

### Rekreace a cestovní ruch
Obec Podbřežice není díky zemědělskému charakteru s velkými plochami polí příliš turisticky atraktivním místem. Krátkodobým cílem v obci jsou zejména památkově hodnotné prostory a církevní objekty. Přes obec nevede žádná turistická značka. Na území katastru se nachází geologická a paleontologická lokalita Mechovkový útes (Štogrunty). Lze zde nalézt fosílie mechovek, řas a mlžů z prehistorických dob.

### Mikroregion Rakovec
Svazek obcí mikroregionu Rakovec byl zaregistrován 12. března 2003 a tvoří jej celkem 6 obcí: Habrovany, Komořany, Olšany, Podbřežice, Rousínov, Tučapy. Předmětem činnosti tohoto svazku obcí je vzájemná pomoc při řešení samosprávných, kulturních, environmentálních i hospodářských problémů a získávání finančních prostředků na podporu cestovního ruchu a projektů v regionu. Sídlem svazku obcí byl ustanoven Městský úřad v Rousínově. Nejvyšším orgánem svazku obcí je valná hromada, poté správní rada, dozorčí rada a nakonec jednatel.